# Šušnjari (Bresztovác)
Šušnjari (1910 és 1981 között Šušnjari Kamenski) falu Horvátországban Pozsega-Szlavónia megyében. Közigazgatásilag Bresztováchoz tartozik.

## Fekvése
Pozsegától légvonalban 19, közúton 30 km-re északnyugatra, községközpontjától légvonalban 17, közúton 24 km-re északra, Szlavónia középső részén, a Papuk-hegység területén, a Szalatnokot Pozsegával összekötő 69-es számú főúttól keletre fekszik.

## Története
A település a török kiűzése után, a 18. század első felében keletkezett Likából érkezett pravoszláv vlachok betelepülésével. Az első katonai felmérés térképén „Dorf Susnjari” néven találjuk. Lipszky János 1808-ban Budán kiadott repertóriumában „Sussnyari” néven szerepel. Nagy Lajos 1829-ben kiadott művében „Susnjari” néven összesen 17 házzal, 126 ortodox vallású lakossal találjuk. 1857-ben 103, 1910-ben 171 lakosa volt. 1910-ben a népszámlálás adatai szerint teljes lakossága szerb anyanyelvű volt. Pozsega vármegye Pakráci járásának része volt. Az első világháború után 1918-ban az új szerb-horvát-szlovén állam, majd később (1929-ben) Jugoszlávia része lett. A második világháború idején 1942-ben és 1943-ban súlyos harcok zajlottak itt. 1943. április 16-án itt dúlt a háború egyik legvéresebb horvátországi csatája a 12. számú szlavóniai partizánegység, valamint az usztasa és horvát katonai egységek között. Az öt órás harcban a partizánok súlyos vereséget mértek az usztasa erőkre, melyben 185 ellenséges katonát öltek meg és 583-at fogságba ejtettek. A partizánok vesztesége mindössze 2 halott és 7 sebesült volt. Nagy volt hadizsákmány is, a maradék horvát erők Pakrác és Pozsega irányába menekültek. Végül az egész vidék a partizánok ellenőrzése alá került. A háború után a fiatalok elvándorlása miatt lakosságának száma folyamatosan csökkent. 1991-ben már nem volt állandó lakossága.

## Lakossága
| Lakosság változása | Lakosság változása | Lakosság változása | Lakosság változása | Lakosság változása | Lakosság változása | Lakosság változása | Lakosság változása | Lakosság változása | Lakosság változása | Lakosság változása | Lakosság változása | Lakosság változása | Lakosság változása | Lakosság változása | Lakosság változása |
| ------------------ | ------------------ | ------------------ | ------------------ | ------------------ | ------------------ | ------------------ | ------------------ | ------------------ | ------------------ | ------------------ | ------------------ | ------------------ | ------------------ | ------------------ | ------------------ |
| 1857               | 1869               | 1880               | 1890               | 1900               | 1910               | 1921               | 1931               | 1948               | 1953               | 1961               | 1971               | 1981               | 1991               | 2001               | 2011               |
| 103                | 109                | 105                | 125                | 137                | 171                | 153                | 187                | 19                 | 46                 | 27                 | 8                  | 4                  | 0                  | 0                  | 0                  |

## Nevezetességei
A šušnjari csatában aratott partizán győzelem emlékére 1968-ban a falu határában emlékművet avattak. A nagyméretű mozaik Edo Murčić horvát festőművész alkotása a délszláv háborúban súlyos károkat szenvedett és máig felújításra vár.